# 罗惹

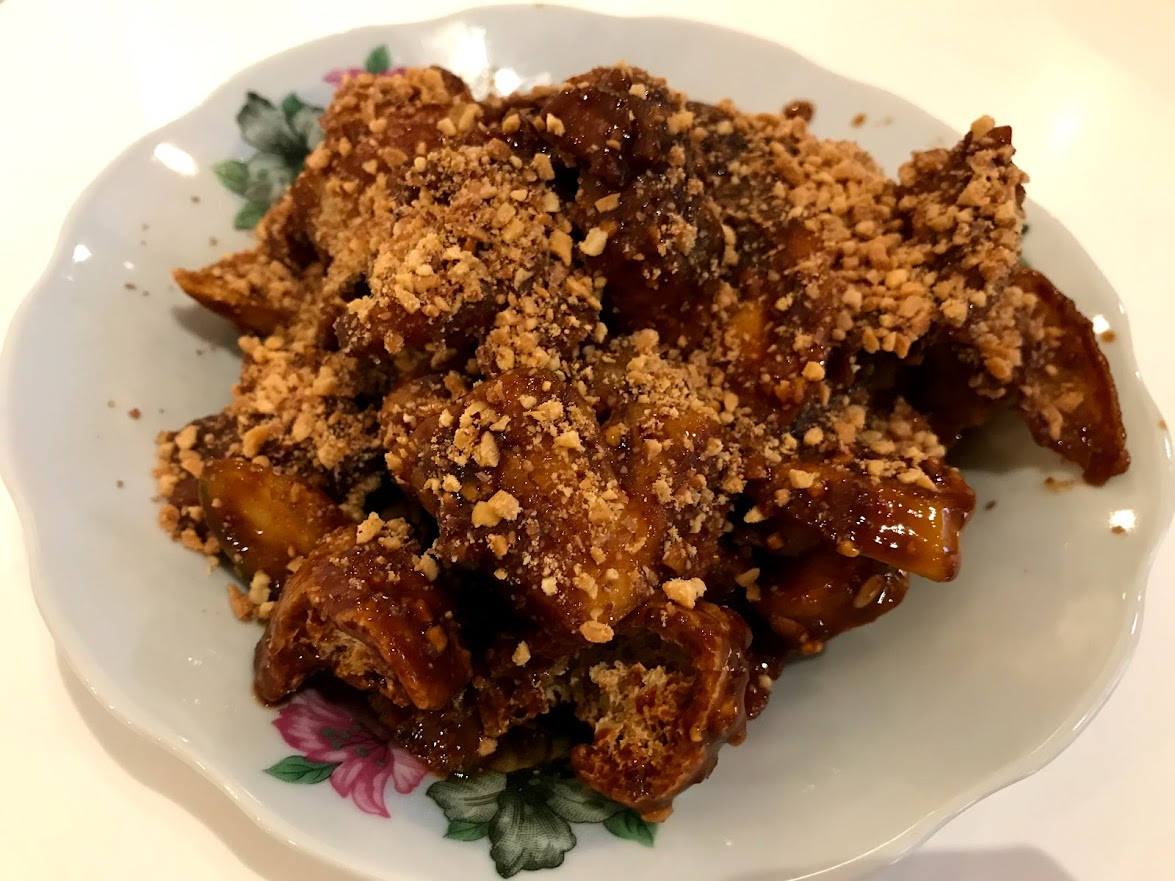
吉隆坡四季酒店地下美食街所販售的水果羅惹

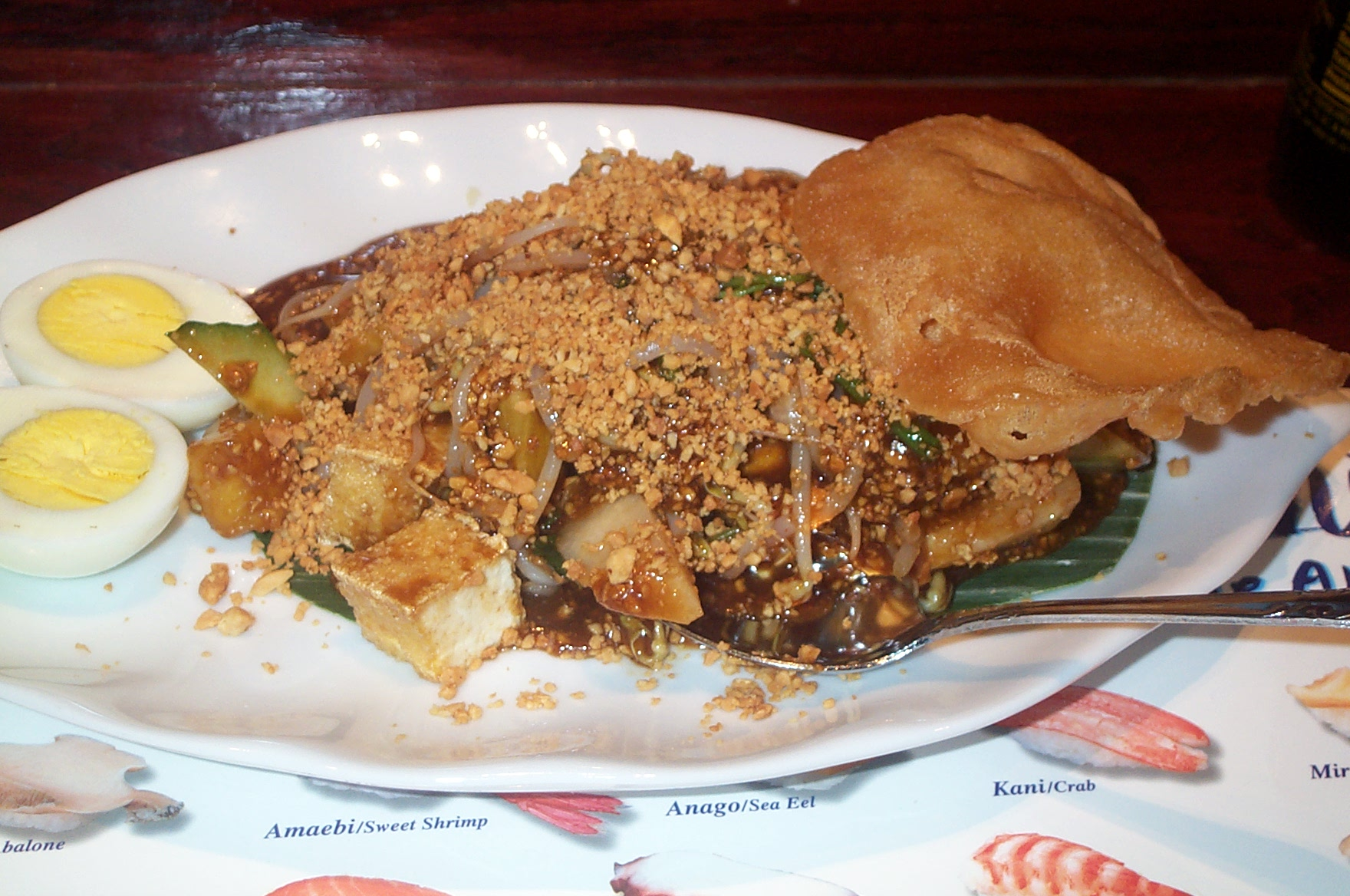
羅惹

羅惹（亦作囉雜，羅喏，囉吔；馬來文：Rojak；印尼文：Rujak）是一種蔬果沙拉，常見於馬來西亞、新加坡和印度尼西亞。馬來西亞華語的Rojak諧音自潮州话读音的「拉雜」（lag8 zab8），本解是雜亂無章、大雜燴的意思，也可以用于形容馬來西亞和新加坡社會的多元文化特徵。

## 印度羅惹

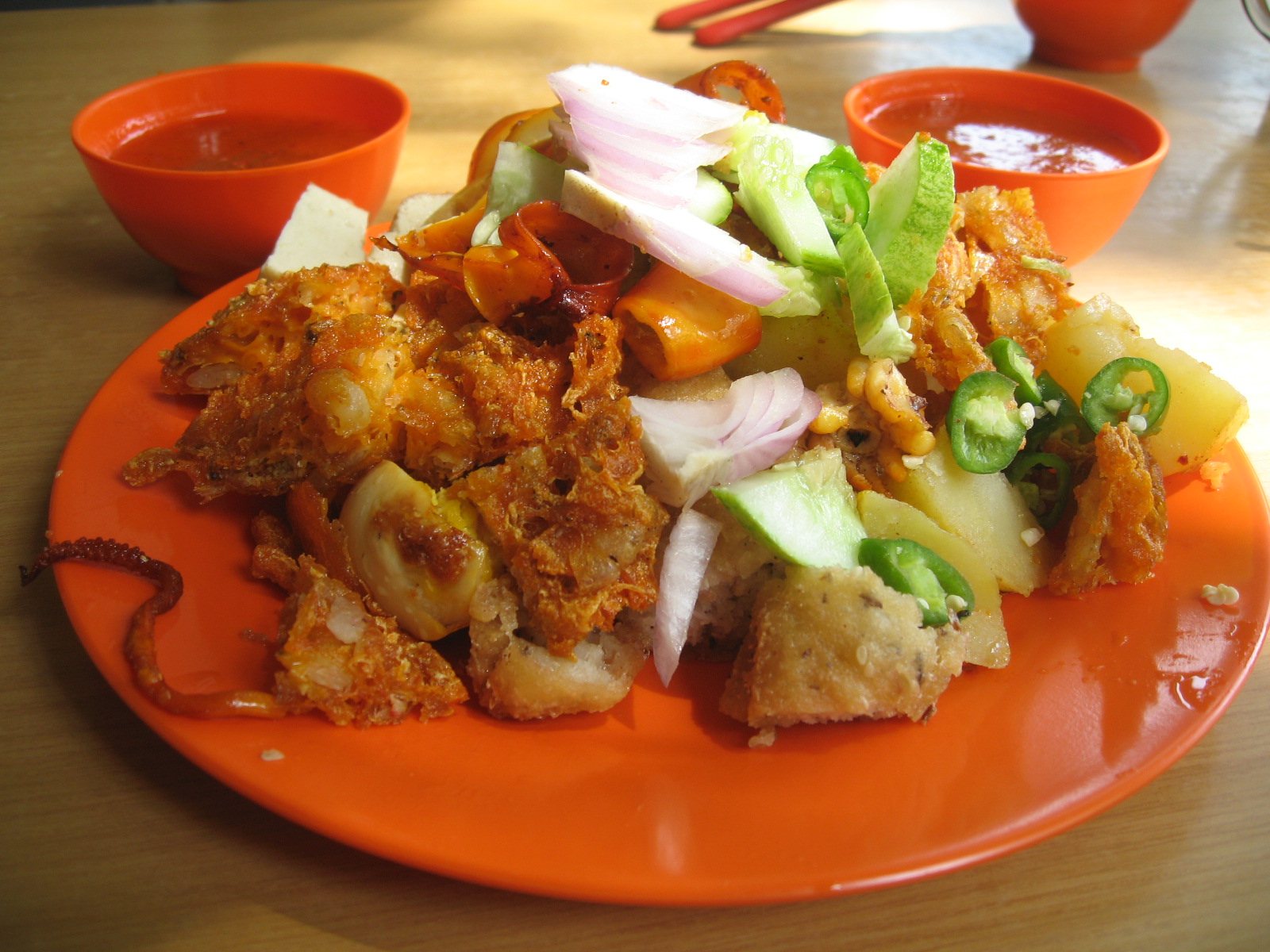
印度囉雜

在馬來西亞，印度羅惹（mamak rojak或Indian rojak） 包含炸麵團、煮馬鈴薯、炸明蝦，煮雞蛋、芽菜和小黃瓜（青瓜）、凤梨（菠萝）、炸油条、脆饼、豆腐干、沙葛等食材，加上厚厚一層香辣花生醬混合而成。傳統上印度穆斯林（Mamak）羅惹小販以改裝過的側邊車（sidecar）作為攤檔銷售羅惹。現在這類流動小販多改用小貨車。新加坡的印度羅惹是包括馬鈴薯、雞蛋、豆腐和炸南瓜的雜錦糊，吃時加上甜辣椒醬。

## 水果羅惹

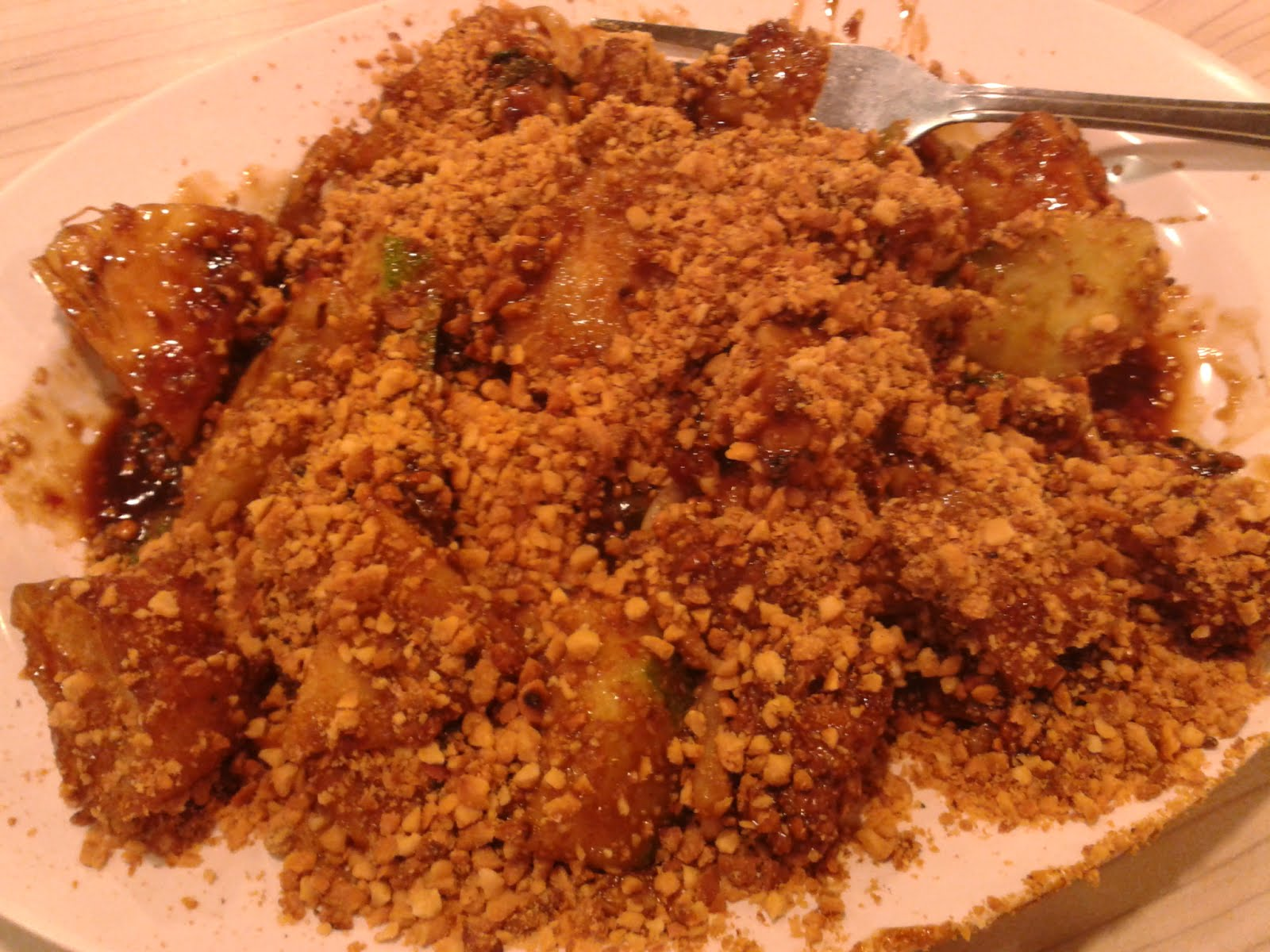
水果羅惹

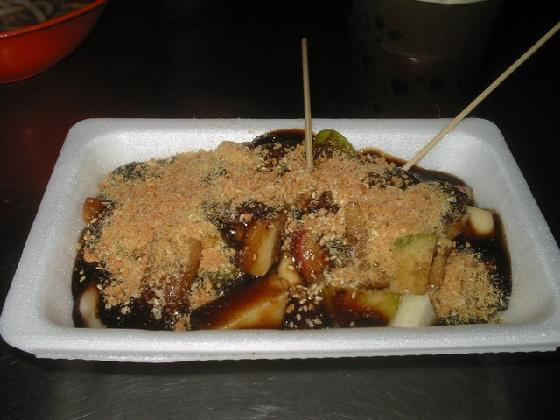
檳城羅惹

典型的水果羅惹材料有小黃瓜、菠蘿、蕪菁（大頭菜）或沙葛、芽菜、豆卜和油條。較少用生芒果和青蘋果。以水、馬拉盞（蝦醬）、糖、辣椒和青檸汁混合成醬汁。有些會在醬汁裡加入南瓜泥、酸豆或黑豆茸。把材料切粒放於碗中，與醬料攪拌，再於上面灑上碎花生或切碎的薑花莖。檳城羅惹則是馬來西亞檳城的地道食品，與水果羅惹頗為相似，但加上蓮霧、炸魷魚和蜂蜜。

## 外部連結
- Fruit Rojak